# Dawid Amsalem (piłkarz)
Dawid Amsalem (hebr. דוד אמסלם; ur. 4 września 1971 w Lod) – izraelski piłkarz grający na pozycji obrońcy.

## Kariera
Były obrońca Beitaru Jerozolima karierę rozpoczął już w wieku 8 lat w małym zespole Ayelat Lod. W roku 1983 rozpoczął grę w Hapoel Tel Awiw, gdzie grał do 15. roku życia. Wtedy też postanowił kontynuować karierę w innym klubie z Tel Awiwu-Jafy – Bene Jehuda.
W tym ostatnim zespole zadebiutował w Ligat ha’Al mając 19 lat. 3 lata później dołączył do stołecznego Hapoelu Tel Awiw, w którym także miał okazję grać jako junior. Spędził tam zaledwie rok, po czym przeniósł się do Beitaru Jerozolima. Stamtąd w 1998 wyłowił go ówczesny menedżer londyńskiego Crystal Palace – Terry Venables. Spadkowicz z Premier League zapłacił za ówczesnego kapitana reprezentacji Izraela 800 tys. funtów, które nigdy nie dotarły do stołecznego klubu z Izraela. W The Championship zagrał ledwie dziesięć spotkań, po czym został zwolniony.
Do ojczyzny powrócił jako zawodnik Hapoelu Hajfa, w którym zaliczył pełny sezon 1999/2000. Po epizodzie w Hajfie powrócił do Beitaru. W 2009 roku zakończył w nim swoją karierę.